# Arbeitsgemeinschaft Humane Sexualität
Die Arbeitsgemeinschaft Humane Sexualität (AHS) ist ein 1983 gegründeter deutscher Verein, der sich mit Pädophilie auseinandersetzt. Sitz des Vereins ist in Bonn, die Geschäftsstelle befindet sich in Gießen. Sie gilt als Nachfolger der 1979 gegründeten und 1983 aufgelösten Deutschen Studien- und Arbeitsgemeinschaft Pädophilie. Bruno Bendig, Geschäftsführer der Deutschen Studien- und Arbeitsgemeinschaft Pädophilie, war späterer Vorsitzender der Arbeitsgemeinschaft Humane Sexualität.
Der Verein setzt sich für eine weitreichende Liberalisierung von Sexualität ein. Unter anderem wird in einem Positionspapier gegen die Strafbarkeit einvernehmlicher sexueller Kontakte zwischen Erwachsenen und Kindern argumentiert. Zugleich betont der Verein jedoch mit seiner Pressemitteilung vom 15. September 2013: „Die AHS e. V. vertritt keine Position, wonach sexuelle Handlungen zwischen Erwachsenen und Kindern legalisiert werden sollen.“ Ein Beitrag der damaligen „Fachgruppe Kindersexualität und Pädophilie“ in der Arbeitsgemeinschaft Humane Sexualität erschien 1988 in dem von Joachim S. Hohmann herausgegebenen Buch Der pädosexuelle Komplex.

## Position zur Pädophilie
Auf ihrer Website kritisiert die AHS, einigen Mitgliedern der Gesellschaft werde „das Ausüben von Sexualität verwehrt, das Recht auf Sexualität regelrecht abgesprochen: zum Beispiel Kindern“.
Die AHS gilt als „pädophilenfreundlich“ und als „pädophile Lobbygruppe“. Aufgrund ihrer Auffassung, dass sexuelle Handlungen von Erwachsenen mit Kindern unter bestimmten Umständen straffrei sein sollten, lehnt die Humanistische Union eine Kooperation mit ihr in bürgerrechtlichen Fragen ab. Sie wird als einer der relevantesten Akteure in der Pädophilen-Bewegung beschrieben. 1983 wurde ihr die Gemeinnützigkeit zugestanden. Nachdem sie zunächst dafür eintrat, ein „umfassende[s] wissenschaftliche[s] Verständnis von Sexualität“ mit einer emanzipatorischen Sexualpolitik zu verbinden, dominierte im Laufe der Zeit die AG Kindersexualität und Pädophilie den Verein, während andere Arbeitsgruppen ihre Arbeit einstellten. Die nun führenden Mitglieder des Vereins erklärten sich entweder in weiten Teilen dezidiert solidarisch mit den Zielen der Pädosexuellen-Aktivisten oder waren selbst Exponenten dieser Bewegung. Spätestens ab Ende der 1980er Jahre fungierte der Verein hauptsächlich als Interessenvertretung pädophiler Ideologen. Ein nicht namentlich genanntes früheres AHS-Mitglied erklärte im Mitgliederrundbrief 1999 wie folgt seinen Austritt: „Entsprechend der Satzung hat die AHS legitime Ziele. Die Praxis hingegen hat die AHS zu einem Verein werden lassen, der alle strafbaren Handlungen wie Pädophilie und Exhibitionismus zu legitimieren sucht.“ In der Geschäftsstelle des Deutschen Kinderschutzbundes war ein Ordner zu der Organisation unauffindbar, obwohl er laut Bestandsübersicht hätte vorhanden sein müssen. Die AHS stellte sich als fachmännische Forschergruppe dar, wodurch es ihr gelang, als seriöser Debattenpartner wahrgenommen zu werden, was ihr bei einem öffentlichen Agieren als Zusammenschluss von Pädosexuellen zweifelsohne versagt geblieben wäre. Sie forderte auch keine generelle Straffreiheit pädosexueller Kontakte, sondern nur für solche, die vermeintlich einvernehmlich geschehen würden. Da im Selbstverständnis pädosexueller Ideologen „einvernehmliche“ Sexualkontakte keine Form des sexuellen Missbrauchs darstellten, weil keine offensichtliche Gewaltanwendung vorliege und sie die von ihnen praktizierte Form der „echten“ Pädophilie keinesfalls als traumatisierend bewerteten, war es für sie kein Widerspruch, sich im Diskurs als „Opferschützer“ zu positionieren. Ihrem Kuratorium gehörten u. a. Gisela Bleibtreu-Ehrenberg, Frits Bernard, Michael Baurmann, Helmut Kentler, Rüdiger Lautmann und Theo Sandfort an. Ein Positionspapier der AHS von 1988 mit dem Titel Sexualität zwischen Kindern und Erwachsenen wollte das Thema diskutierbar machen; wie häufig in der Argumentation Pädophiler wurde auf der Unterscheidung von Sexualität und Gewalt aufgebaut, „da Sexualität zwischen Kindern und Erwachsenen aber im öffentlichen Bewusstsein großenteils mit Gewalttätigkeiten […] sowie mit Verführung und seelischer Schädigung von Kindern gleichgesetzt und deshalb zum Streitpunkt wird“. In der AHS-Definition wurde „wertneutral“ Pädophilie als „die erotisch-sexuelle Orientierung Erwachsener zu Kindern“ bezeichnet. In der Gesellschaft würden allzu oft Kinderschänder und Pädophile gleichgesetzt. Aber:

„‚Es soll nicht bestritten werden, dass es Pädophile gibt, die unverantwortlich handeln, die Macht missbrauchen und Gewalt ausüben. Bei einem verantwortlich handelnden Pädophilen, der das Kind achtet, stehen die Anziehungskraft, die manches Mädchen, mancher Junge auf ihn ausübt, und die Zuneigung zum Kind in Wechselwirkung und verhindern einen Machtmissbrauch.‘ Pädophile hätten eine freundschaftliche Beziehung zu Kindern, die sexuelle Kontakte einschließen könne. Die AHS betonte, dass diese Anziehung wechselseitig sei, sodass auch die Disparität der (sexuellen) Bedürfnisse überwunden werden könne, wenn der Erwachsene ein entsprechendes Einfühlungsvermögen mitbrächte. So bliebe ein solcher Kontakt vielen Kindern positiv in Erinnerung, da sie ihn als einvernehmlich beurteilten. Die inkriminierten sexuellen Handlungen seien vor dem Gesetz äußerst unscharf definiert, für die Strafbarkeit spiele der Wunsch des Kindes keinerlei Rolle. Auch die AHS wolle Machtmissbrauch in Verhältnissen zu Kindern verhindern, bestritt aber, dass dieser in jeder sexuellen Beziehung zu einem Kind vorliege. Man könne ihn verhindern, wenn ‚Pädophile, die sich zum Anwalt kindlicher Sexualität machen (Kinder haben diesbezüglich kaum eine andere Lobby), nicht ständig dem Vorwurf ausgesetzt werden, nur im eigenen Interesse zu handeln.‘“

Die AHS vertrat auch das Konzept „Hilfe statt Strafe“, auf das sich z. T. dezidiert Ideologen der Pädophilen berufen. Ein Vorsitzender der AHS, der in den 1970er und 1980er Jahren einige sich wissenschaftlich gerierende Publikationen zum Thema Pädophilie verfasste, wurde später wegen sexueller Handlungen an Kindern verurteilt.

## Sex mit Kindern aus heutiger wissenschaftlicher Sicht
David Finkelhor formulierte, dass Kinder und teilweise Jugendliche zwar willentlich in sexuelle Handlungen einwilligen können, dabei aber nicht die Tragweite einer solchen Zustimmung überschauen. Demnach stimmten sie der Handlung nicht wissentlich (informiert) zu, unabhängig davon, wem sie zustimmen. Diese Position hat sich heute wissenschaftlich durchgesetzt.